# Correio-mor do Reino
O Correio-Mor do Reino era um ofício postal criado pelo Rei D. Manuel I de Portugal a 6 de Novembro de 1520, através duma Carta Régia, a qual entregou a gestão desse serviço a Luís Homem.

## História
A criação desse tipo de serviço postal se deu pela necessidade da nobreza e da burguesia portuguesas de manterem intensos contactos com outros estados e mercadores devido à emergência de Portugal como primeira potência marítima do orbe terrestre.
O ofício de correio-mor era público, o que dava a qualquer súdito a prerrogativa de utilizá-lo mediante um pagamento estipulado.
O cargo esteve sujeito à nomeação do rei até 1606, quando D. Filipe II de Portugal, o vendeu a Luís Gomes da Mata Coronel, primeiro correio-mor das Cartas do Mar, pela quantia de 70.000 cruzados, dando início à primeira dinastia postal do mundo.
A família da Mata manteve esse monopólio por quase dois séculos, procurando modernizar os serviços.
Somente os mais abastados tinham acesso a este serviço, que era caro e ineficiente.
O correio-mor prestava o serviço por encomenda, não constituindo uma atividade regular, devido principalmente à má conservação das estradas e das condições climáticas, uma vez que as cartas e as encomendas eram entregues a pé ou a cavalo.
Os destinatários de além-mar, principalmente do Brasil, a mais rica colônia, tinham de se conformar com a morosidade das rotas marítimas e sua fragilidade.
A nova conjuntura social portuguesa surgida no final do século XVIII, levou a incorporação do serviço postal pela Coroa, estatizando-o em 1797 por Decreto de D. João, Príncipe Regente da Rainha D. Maria I de Portugal, com o intuito de tornar tal ofício mais eficiente e público. Desta forma, terminou a atividade postal lucrativa do correio-mor.

## Relação de Correios-Mores do Reino de Portugal
O serviço postal luso-brasileiro teve duas dinastias, a primeira era de nomeação régia (6 de Novembro de 1520 a 1606) e a segunda foi hereditária, da família da Mata (1606 a 1797).

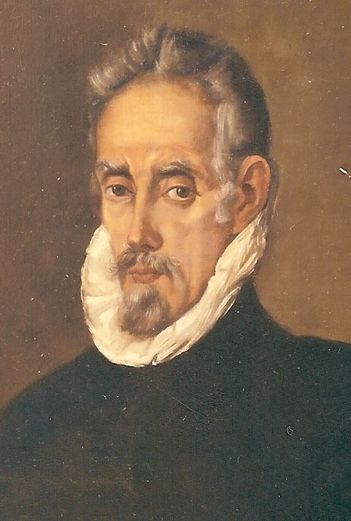
António Gomes da Mata Coronel, 6.º Correio-Mor do Reino e 1.º Correio-Mor das Cartas do Mar, segundo uma pintura do século XVII.

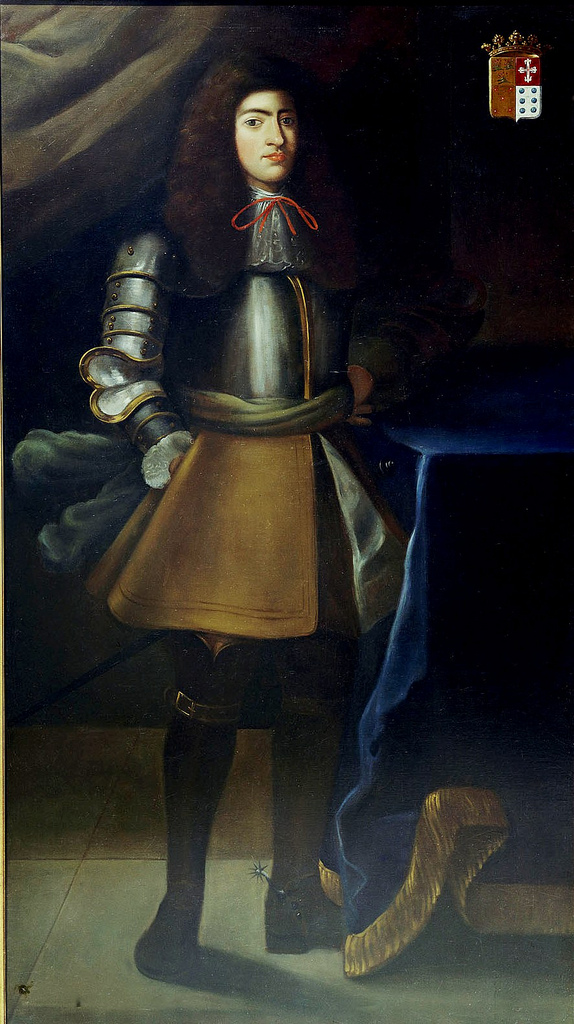
Luís Gomes da Mata, 7.º Correio-Mor do Reino e 3.º Correio-Mor das Cartas do Mar.

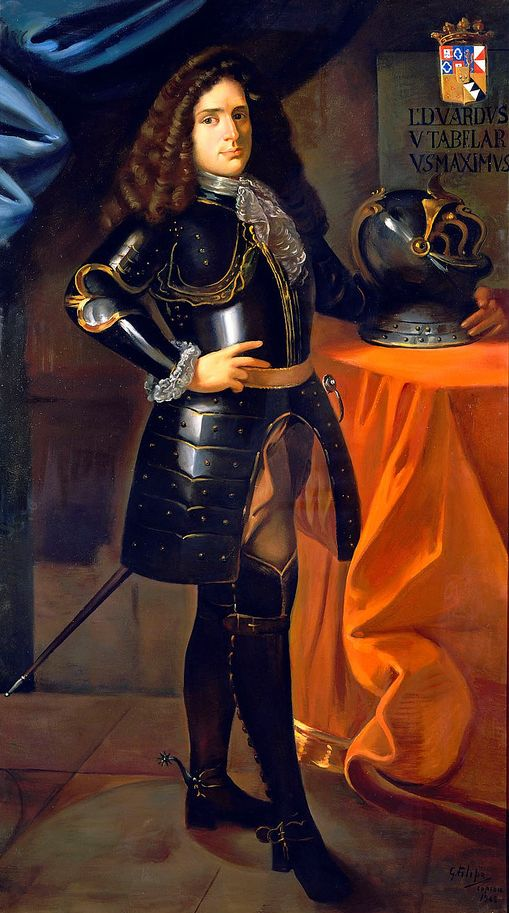
Duarte de Sousa da Mata Coutinho, 8.º Correio-Mor do Reino e 4.º Correio-Mor das Cartas do Mar.

### Correios-Mores do Reino de Nomeação Régia
- Luís Homem – 1.º Correio-Mor do Reino de 6 de Novembro de 1520 a 1532.
- Luís Afonso – 2.º Correio-Mor do Reino de 1532 a 1565.
- Francisco Coelho – 3.º Correio-Mor do Reino de 1566 a 1577.
- Manuel de Gouveia – 4.º Correio-Mor do Reino de 1579 a 1595.

### Correios-Mores do Reino Hereditários e Correios-Mores das Cartas do Mar Hereditários

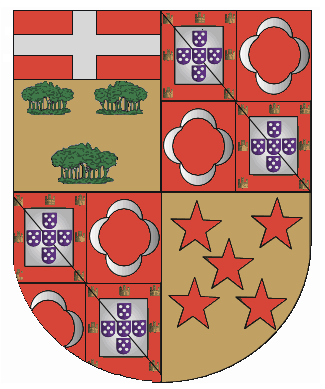
Armas dos Correios-Mores do Reino e Correios-Mores das Cartas do Mar desde o 8.º e 4.º.

- Luís Gomes da Mata Coronel – 5.º Correio-Mor do Reino e 1.º Correio-Mor das Cartas do Mar de 1606 a 1607.
- António Gomes da Mata Coronel – 6.º Correio-Mor do Reino e 2.º Correio-Mor das Cartas do Mar de 1607 a 1641.
- Luís Gomes da Mata – 7.º Correio-Mor do Reino e 3.º Correio-Mor das Cartas do Mar de 1641 a 1674.
- Duarte de Sousa da Mata Coutinho – 8.º Correio-Mor do Reino e 4.º Correio-Mor das Cartas do Mar de 1674 a 1696.
- Luís Vitório de Sousa da Mata Coutinho – 9.º Correio-Mor do Reino e 5.º Correio-Mor das Cartas do Mar de 1696 a 1755.
- José António da Mata Coutinho – 10.º Correio-Mor do Reino e 6.º Correio-Mor das Cartas do Mar de 1755 a 1790.
- Manuel José da Maternidade da Mata de Sousa Coutinho – 11.º e último Correio-Mor do Reino e 7.º e último Correio-Mor das Cartas do Mar de 1790 a 1797 e 1.º Conde de Penafiel por Carta de 17 de Dezembro de 1798, em compensação pela perda dos cargos hereditários.

### Superintendentes-Gerais dos Correios e Postas do Reino
A partir de 1 de Agosto de 1799 o Correio passou a ser oficialmente administrado pelo Estado, sendo o Dr. José Diogo Mascarenhas Neto (Silves, Alcantarilha, 18 de Fevereiro de 1752 - 1826), Superintendente-Geral das Estradas entre 1791 e 1805, o 1.º Superintendente-Geral dos Correios e Postas do Reino durante o período de 1 de Agosto de 1799 a 1805, dando término ao ofício dos correios-mores. Mais tarde, deram lugar aos CTT.